# Hans Beck (opfinder)
 Der er flere personer med dette navn, se Hans Beck.
Hans Beck (6. maj 1929 – 30. januar 2009) var en tysk opfinder af Playmobil-legetøjet. 
Han blev født i Zirndorf i Thüringen og begyndte allerede som barn at lave legetøj til sine yngre søskende. Han blev udlært møbelsnedker, men arbejdede samtidig med at skabe modelfly, som det lykkedes ham at sælge til firmaet Geobra Brandstätter. Firmaets ejer bad ham efterfølgende om at skabe legetøjsfigurer til børn. 
Beck brugte derpå tre år på at udvikle det, der skulle blive til Playmobil. Han eksperimenterede med at udvikle et fleksibelt legetøj (i modsætning til tinsoldater), som ikke var for komplekst, som kunne være i en barnehånd, og som havde et ansigtsudtryk, som man typisk kender fra barnetegninger.
I første omgang blev der ikke et salgbart produkt ud af Becks anstrengelser, men i 1973, hvor oliekrisen for alvor ramte den vestlige verden, måtte Geobra Brandstätter tilpasse sin produktion, så den krævede mindre mængder olie. Hans Becks figurer var af en anden slags plastik, der opfyldte dette krav, så der blev skabt den første serieproduktion af Playmobil. Serien kom på legetøjsudstilling i Nürnberg i 1974, og her fik det sit gennembrud, i første omgang på det hollandske marked, men året efter blev det lanceret på verdensplan. 
Hans Beck stod i spidsen for udviklingen af Playmobil, indtil han gik på pension i 1998. 